# Cetina
|  | No s'ha de confondre amb Cetina (Croàcia). |

Cetina és un municipi d'Aragó, situat a la província de Saragossa i enquadrat a la comarca de la Comunitat de Calataiud.